# Tu e io
Tu e io (in russo ?, Ты и я) è un film drammatico del 1971 diretto da Larisa Efimovna Šepit'ko.

## Trama
Piotr, medico moscovita, dopo aver passato diversi anni in Svezia per lavorare presso l'ambasciata, ritorna in Russia; qui, però, sia l'intera comunità scientifica che i colleghi gli voltano le spalle. Preso dallo sconforto, il protagonista deve affrontare una crsi interiore, che lo porta a fuggire e a ritrovarsi per caso in Siberia, dove salva la vita a una suicida e dove ricomincia una nuova vita come dottore.